# كاثرين ماكبرايد
كاثرين ماكبرايد (بالإنجليزية: Catherine McBride-Chang)‏ هي أستاذة جامعية وعالمة نفس أمريكية، ولدت في 18 يونيو 1967.